# Peltophorum pterocarpum
Peltophorum pterocarpum (flamboyán dorado, flamboyán amarillo, árbol llama amarilla, poinciana amarilla) es una especie nativa del sudeste tropical de Asia, norte de Australasia, Sri Lanka, Tailandia, Vietnam, Indonesia, Malasia, Papúa Nueva Guinea, Filipinas (con dudas), e islas de Territorio del Norte, Australia.

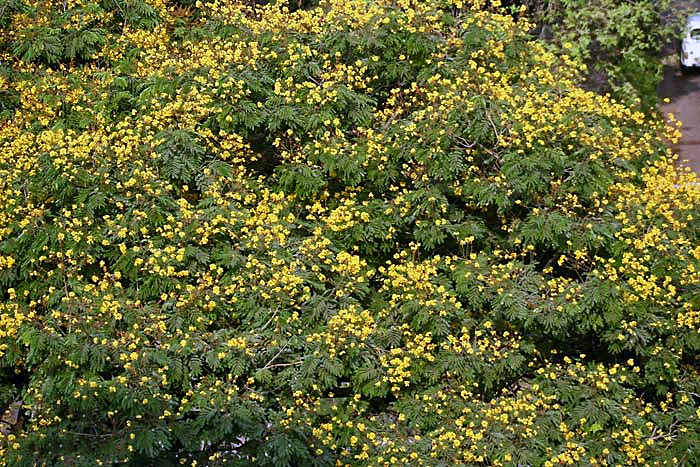
Follaje

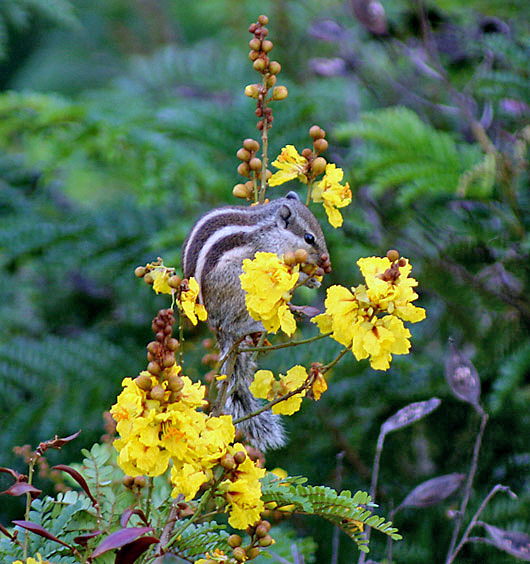
Flores

Peltophorum pterocarpum (en amarillo) con Delonix regia (roja)

## Descripción
Es un árbol caduco de 15–25 m (raramente 50 m) de altura, con un diámetro de tronco de 1 m. Hojas bipinnadas, 3-6 dm de largo, 16-20 pinnas, cada pinna con 20-40 foliolos ovales de 8-25 mm de largo y 4-10 mm de ancho. Flores amarillas, 2,5-4 cm de diámetro, en grandes racimos compuestos, de 2 dm de largo. Fruto vainas de 5-10 cm de largo y 2,5 cm de ancho, rojas al principio, maduras negras, y con 1-4 semillas. Los árboles comienzan a florecer después de cerca de cuatro años.

### Cultivo y usos
Peltophorum pterocarpum crece ampliamente en áreas tropicales como árbol ornamental, particularmente Nigeria, Pakistán; Florida y Hawái en EE. UU.. La madera tiene muchos usos, y el follaje se usa como cultivo forrajero.

## Taxonomía
Peltophorum pterocarpum fue descrita por (DC.) Backer ex K.Heyne y publicado en De Nuttige Planten van Nederlandsch-Indie 2: 755. 1927.
Sinonimia
- Baryxylum inerme (Roxb.) Pierre
- Caesalpinia ferruginea Decne.
- Caesalpinia inermis Roxb.
- Inga pterocarpa DC. (basionym)
- Peltophorum ferrugineum (Decne.) Benth.
- Peltophorum inerme (Roxb.) Náves ex Fern.-Vill[5]
- Caesalpinia arborea Miq.
- Caesalpinia gleniei Thwaites
- Caesalpinia inerme Roxb
- Inga pterocarpum DC.
- Peltophorum roxburghii (G. Don) Degener
- Poinciana roxburghii G. Don[6]

## Enlaces externos

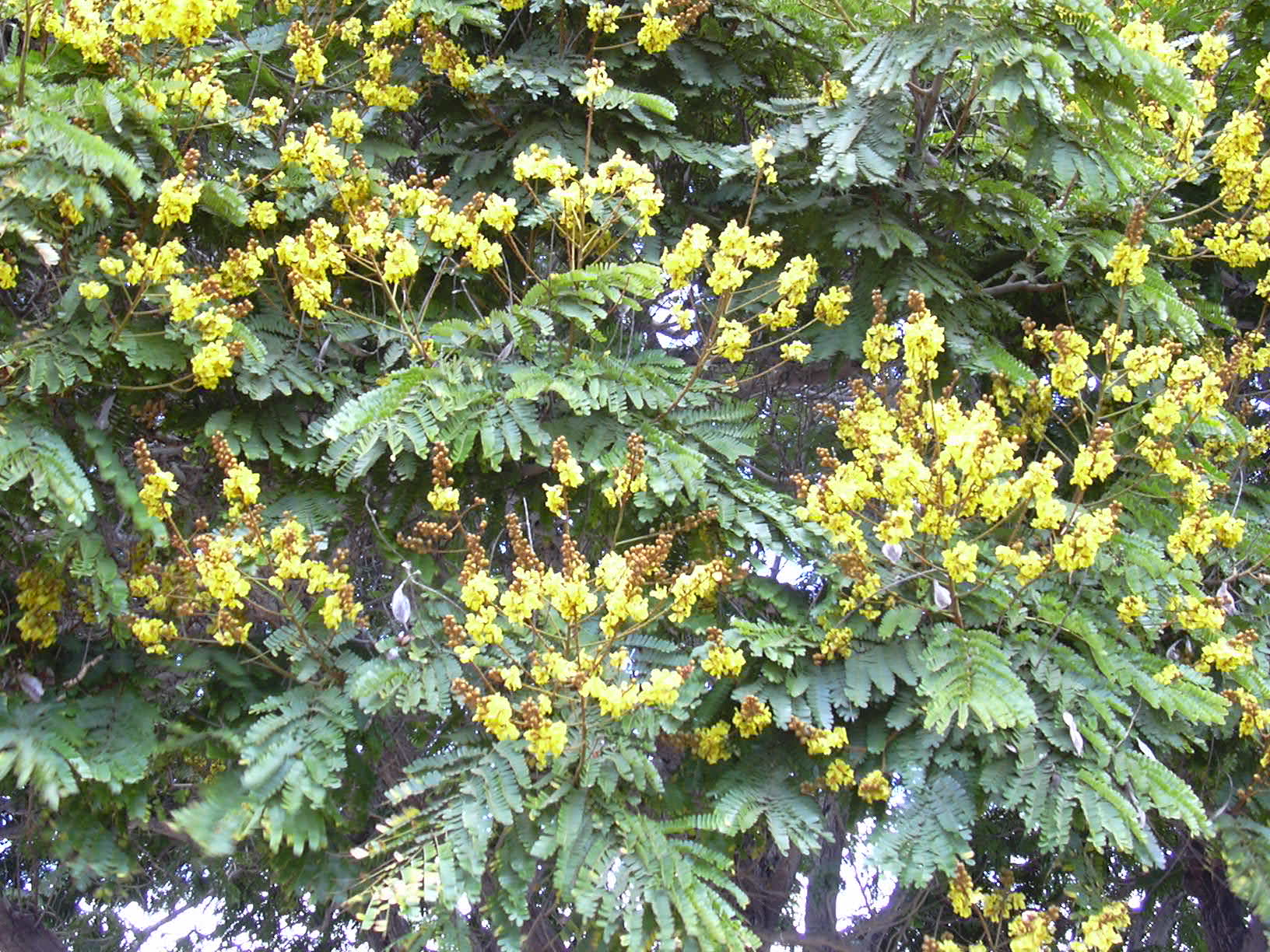
Follaje y flores
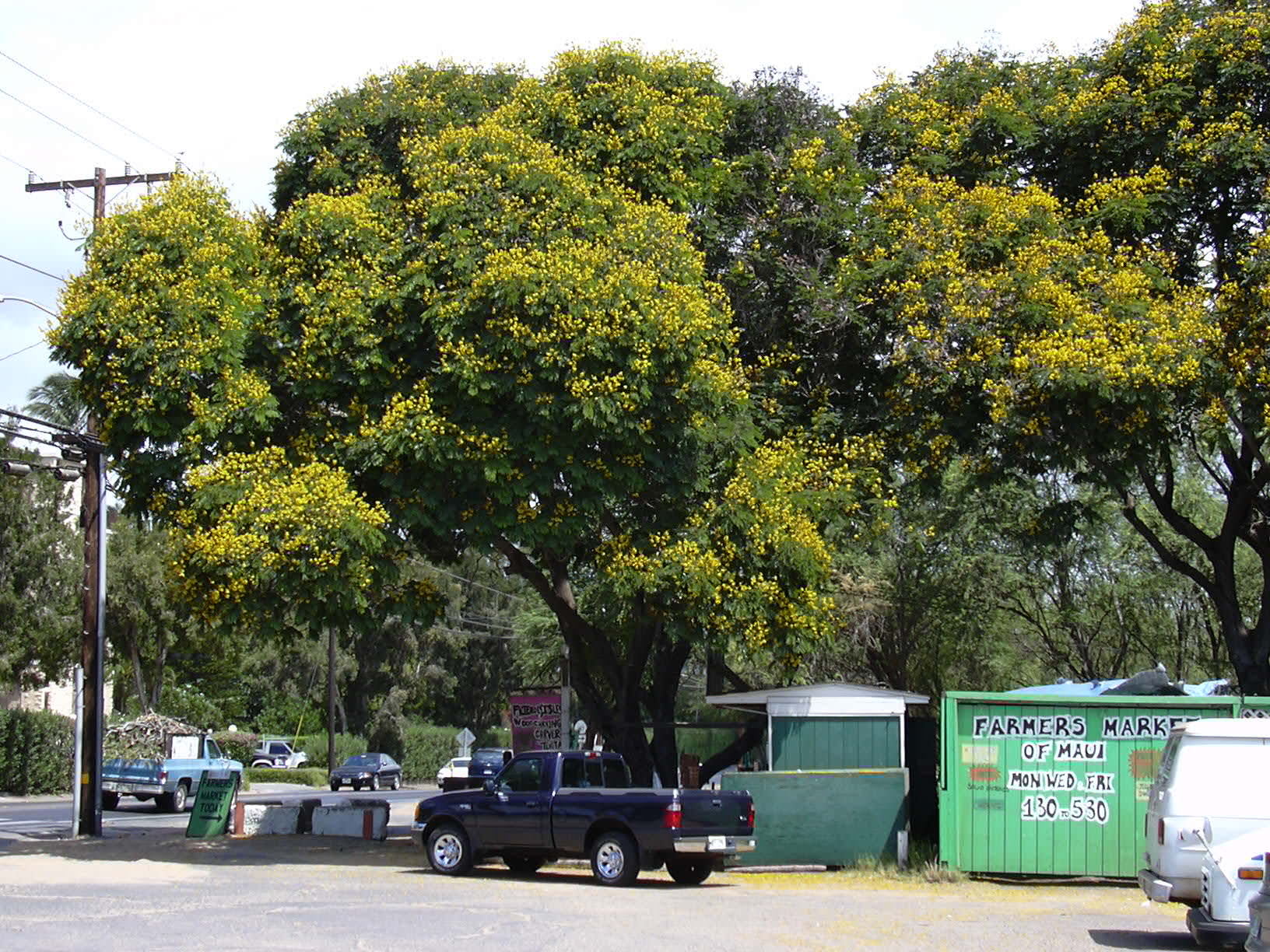
Árboles
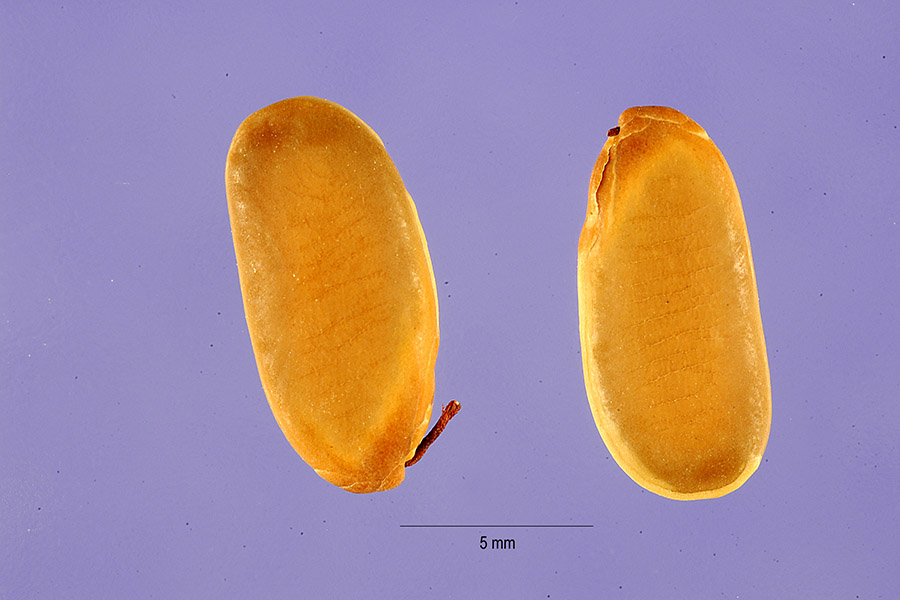
Semillas

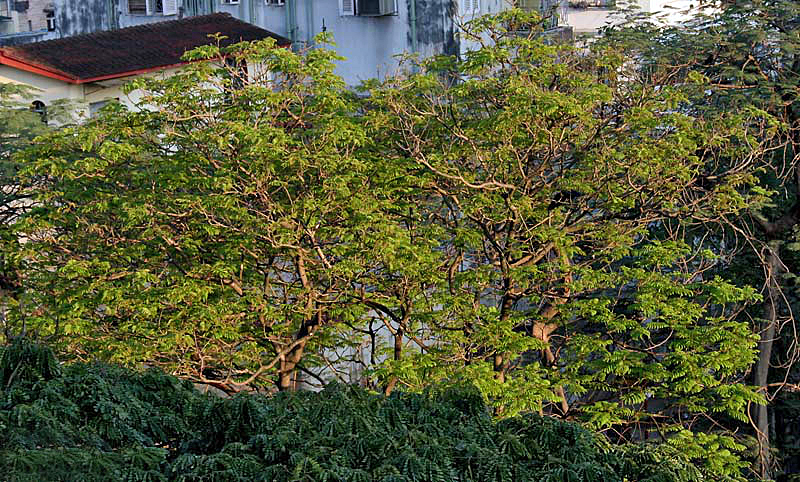
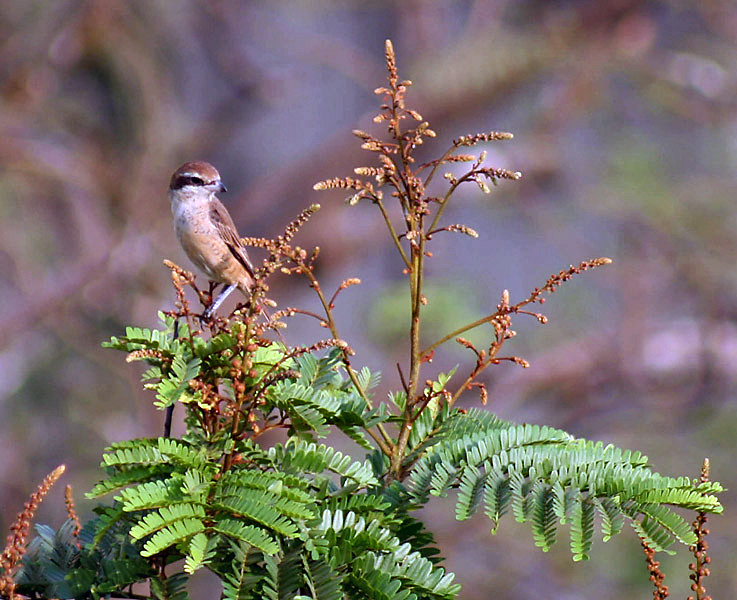
Vainas de semillas